# Преливник
Преливник или преливен канал (на английски: Spillway или Overflow Channel) е конструкция, проектирана така че да позволява контролирано изпускане на вода от язовирна стена, надолу към водната площ, която се намира по-ниската част, обикновено към наклона на реката оттатък язовирната стена.